# Кениата, Маргарет
Маргарет Гакуо Кениата (англ. Margaret Gakuo Kenyatta; род. 8 апреля 1964) — кенийский общественный деятель, первая леди Кении (2013—2022).

## Биография
Маргарет Ванджиру Гакуо родилась 8 апреля 1964 года в семье бывшего директора Кенийской железнодорожной корпорации Нджугуны Гакуо. Она посещала школу в городе в Моло, а затем получила степень бакалавра образования в Университете Кениаты.
Маргарет Кениата ведёт активную общественную деятельность в области здравоохранения. Она поощряет пациентов, борющихся с раком и диабетом, пропагандируя здоровый образ жизни. Кениата также является большим сторонником многочисленных образовательных и благотворительных программ в Кении, а также содействует сохранению исторических монументов.
С момента инаугурации своего супруга Кениата возглавила кампанию «The Beyond Zero Campaign», направленную на снижение показателей детской и материнской смертности. 24 октября 2014 года она была объявлена «Человеком года в Кении».